# Yu-Gi-Oh! Zexal
Yu-Gi-Oh! Zexal (遊☆戯☆王ZEXAL（ゼアル） Yū☆Gi☆Ō Zearu, "Ze-al") là loạt anime và manga Nhật Bản và là chuyển thể chính thứ ba từ truyện a Japanese manga và anime Yu-Gi-Oh!. Manga được xuất bản từng kì trên tạp chí V-Jump của Shueisha từ tháng 12 năm 2010 và được Viz Media cấp phép ở Bắc Mỹ. Anime này được sản xuất bởi Nihon Ad Systems và Studio Gallop, phát sóng trên TV Tokyo từ tháng 4 năm 2011 cho đến tháng 9 năm 2012, là phần tiếp theo sau Yu-Gi-Oh! 5D's.

## Tác phẩm

### Manga
Manga được Yoshida Shin viết và minh họa bởi Miyashi Naoto bắt đầu xuất định kì trên tạp chí V-Jump của Shueisha từ tháng 2 năm 2011 và được phát hành vào ngày 18 tháng 12 năm 2010. Tập truyện đầu tiên được phát hành ở Nhật Bản vào ngày 3 tháng 6 năm 2011. Manga được Viz Media cấp phép ở Bắc Mỹ và được phát hành từ 5 tháng 6 năm 2012. Manga cũng được phát hành từng kì trênShonen Jump Alpha kĩ thuật số từ ngày 9 tháng 7,2012. Truyện tranh chuyển thể được Tomonaga Akihoro viết và minh họa bởi Wedge Holdings với tên Yu-Gi-Oh! D-Team Zexal (遊☆戯☆王 Dチーム・ゼアル Yūgiō Dyueru Chīmu Zearu), được phát hành từng kì trên tạp chí Saikyō Jump của Shueisha từ tháng 4 năm 2012 cho đến tháng 4 năm 2014.

### Âm nhạc
Có 5 soundtrack CD chính thức được phát hành bởi, Marvelous Entertainment.
- 1, Yu-Gi-Oh! Zexal Sound Duel 1, được phát hành vào ngày 28 tháng 9 năm 2011.[8]
- 2, Yu-Gi-Oh! Zexal Sound Duel 2, được phát hành vào ngày 19 tháng 9 năm 2012.
- 3, Yu-Gi-Oh! Zexal Sound Duel 3, được phát hành vào ngày 15 tháng 5 năm 2013.
- 4, Yu-Gi-Oh! Zexal Sound Duel 4, được phát hành vào ngày 13 tháng 11 năm 2013.
- 5, Yu-Gi-Oh! Zexal Sound Duel 5, được phát hành vào ngày 19 tháng 11 năm 2014.

Bài hát mở đầu
- "Masterpiece" (マスターピース Masutāpīsu?) của mihimaru GT (Tập 1–25, tập 146 cuối)
- "Braving!" của Kanan (tập 26–49)
- "Tamashii Drive" (魂ドライブ Tamashii Doraibu?, Soul Drive) của Color Bottle (tập 50–73)
- "Arenai Heart" (折れないハート Arenai Hāto?, Unbreakable Heart) của Takatori Hideaki (tập 74–98)
- "Kagami no Dualism" (鏡のデュアルイズム Kagami no Duaruizumu?, Dualism of Mirrors) của Petit Milady (Yuki Aoi và Taketatsu Ayana) (tập 99–123)[9]
- "Wonder Wings" của Diamond☆Yukai (tập 124–145)

Bài hát kết thúc
- "Boku Quest" (僕クエスト Boku Kuesuto?, My Quest) của Golden Bomber (tập 1–25)
- "Setsubō no Freesia" (切望のフリージア Setsubō no Furījia?, Longing Freesia) của DaizyStripper (tập 26–49)
- "Wild Child" của Moumoon (tập 50–73)
- "Artist" (アーティスト Ātisuto?) của Vistlip (tập 74–98)
- "Go Way Go Way" của FoZZtone (tập 99–123)
- "Challenge the GAME" của REDMAN (tập 124–145)

### Trò chơi điện tử
Một trò chơi điện tử dựa trên truyện với tiêu đề Yu-Gi-Oh! Zexal: Gekitotsu! Duel Carnival (遊戯王ZEXAL 激突!デュエルカーニバル Yūgiō Zearu: Gekitotsu! Dueru Kānibaru) được phát triển bởi Konami và được Nintendo 3DS phát hành ở Nhật Bản vào ngày 5 tháng 12 năm 2013. Nó được phát hành với tên Yu-Gi-Oh! Zexal: World Duel Carnival ở Bắc Mỹ vào ngày 25 tháng 9 năm 2014.